# Pothos brassii
Pothos brassii là một loài thực vật có hoa trong họ Ráy (Araceae). Loài này được B.L.Burtt miêu tả khoa học đầu tiên năm 1936.